# Framlingham Castle

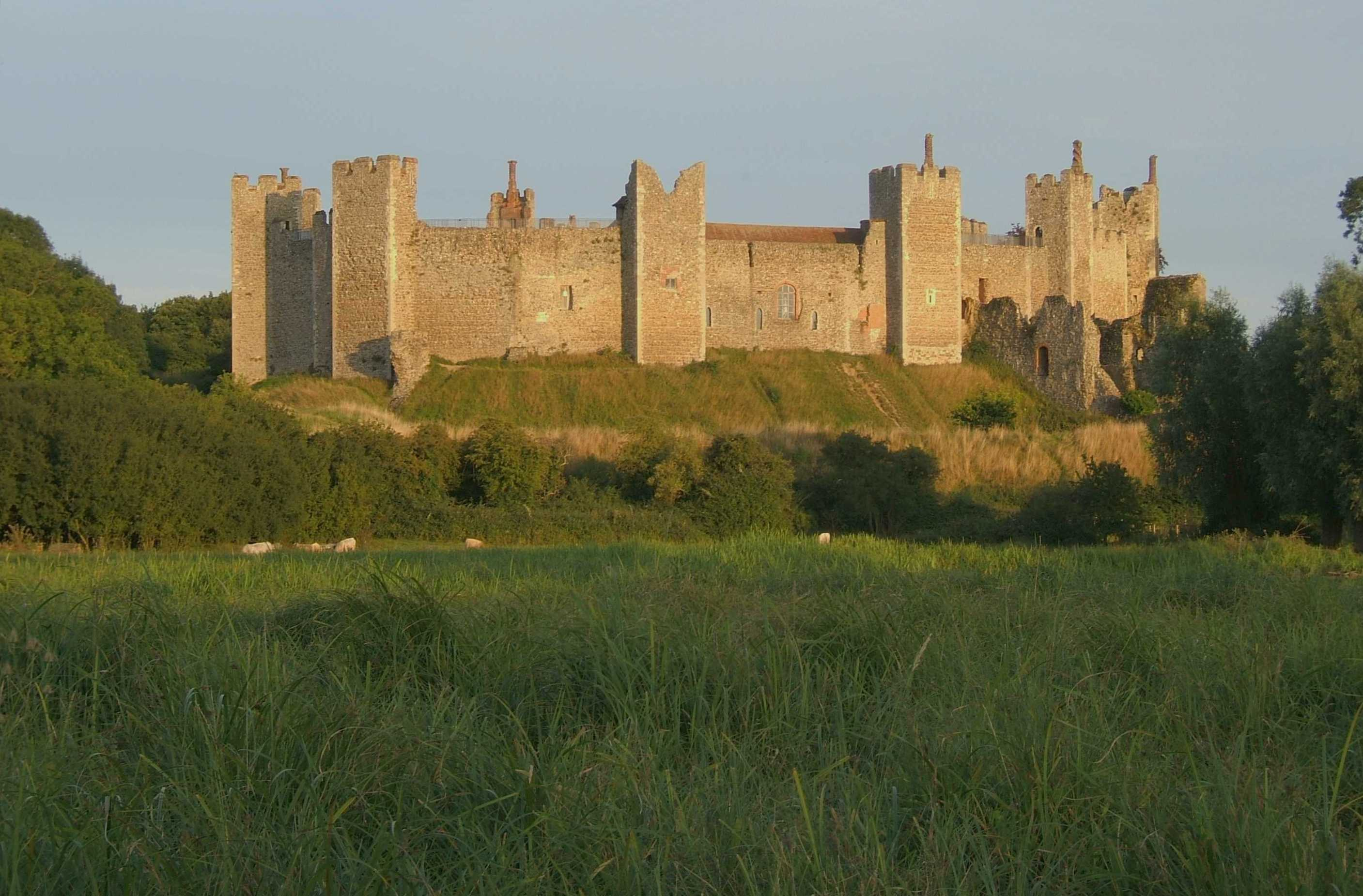
Framlingham Castle, sett utifrån

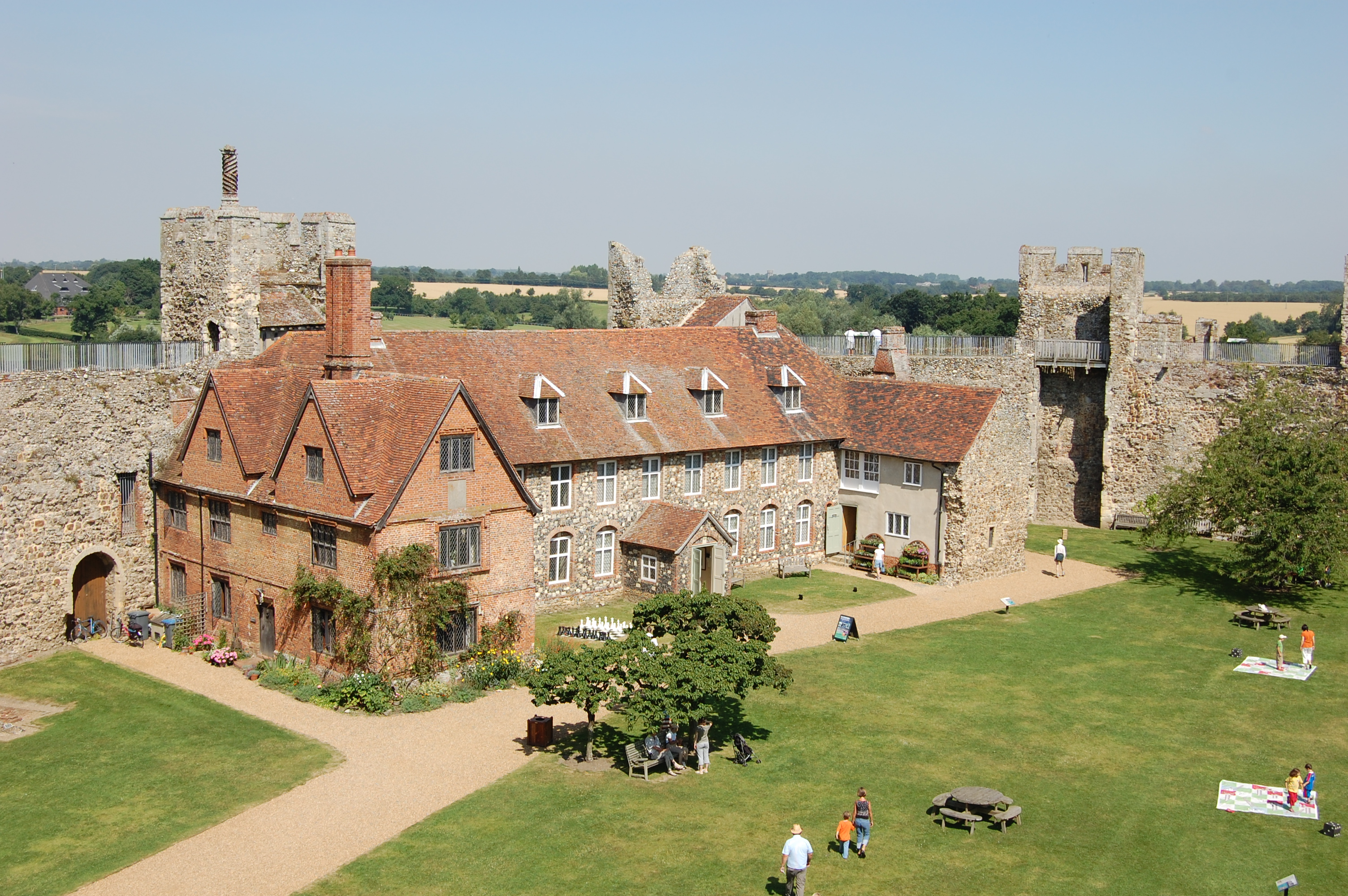
Framlingham Castle, innanför murarna

Framlingham Castle är ett slott i Framlingham i distriktet East Suffolk i Suffolk i England. Liksom många andra byggnader i Suffolk, är murarna byggda av flinta. Framlingham Castle är ovanligt, särskilt för en borg från denna tid, eftersom det inte hade något centralt fort, utan bara en stark kurtin mellan skyddande torn runt bostadsbyggnaderna. 

## Historia
Henrik I förlänade godset Framlingham till Roger Bigod, 1:e earl av Norfolk. 
Borgen byggdes i slutet av 1100-talet eller i början av 1200-talet. Det blev säte för earlerna av Norfolk och förblev i familjen Bigods ägo tills Roger Bigod, 5:e earl av Norfolk avled utan avkomma och godset gick tillbaka till Kronan under Edvard I. Hans son, Edvard II, gav det till sin halvbror Thomas Plantagenet, och ärvdes senare av Thomas de Mowbray, 1:e hertig av Norfolk. Hans dotter,  Margaret, gifte sig med sir Robert Howard och godset kom därmed i ätten Howards ägo. Robert Howards son, John Howard, blev Earl Marshal och hertig av Norfolk, 28 juni 1483. Han dödades vid Bosworth Field, 1485; och hans son, Thomas Howard, 2:e hertig av Norfolk, förlorade därmed godset och det återgick till Kronan, under Henrik VII, som förlänade det till John de Vere, 13:e Earl av Oxford och från honom återgick det till ätten Howards ägo. 
Thomas Howard, 3:e hertig av Norfolk förlorade det åter till Kronan. Kungen avled samma år och hans efterträdare Edvard VI gav det till sin syster, prinsessan Maria. Efter Edvard VI:s död, då Jane Grey kort steg upp på tronen, tog Maria sin tillflykt till Framlingham, och gav sig sedan av därifrån, när hennes lycka vände, och kunde krönas till drottning i London.
Jakob I förlänade det till Thomas Howard, förste baron Howard de Walden, yngste son till Thomas Howard, 4:e hertig av Norfolk, blev earl av Suffolk 1603. Han gjorde dock Audley End House till sitt säte, och Framlingham förföll. Hans son, Theophilus Howard, 2:e earl av Suffolk, sålde det och ägorna 1635, till Sir Robert Hitcham, en av Jakob I:s riddare och sergeanter som 1636 testamenterade det till Pembroke College, Cambridge.
Framlingham Castle kom i statens ägo 1913 och sköts numera av  English Heritage.

## Slottet i populärkultur
Ed Sheeran växte upp i Framlingham och låten "castle on the hill" (släppt 2017) handlar om hans barndomsvänner. "castle on the hill" syftar på Framlingham Castle. Slottet syns också i musikvideon.